# Shangri-La Hotel (Dubaj)
Shangri-La Hotel, hotel Shangri-La – hotel w Dubaju, w Zjednoczonych Emiratach Arabskich. Należy do globalnej sieci hoteli Shangri-La.
Budynek ma wysokość 200 metrów i 43 kondygnacje. Budowę ukończono w lipcu 2003.